# Jaba (Peudada)
Jaba is een bestuurslaag in het regentschap Bireuen van de provincie Atjeh, Indonesië. Jaba telt 376 inwoners (volkstelling 2010).